# متحف غزة
متحف غزة، المعروف أيضًا باسم المتحف، هو متحف أثري خاص يقع شمال مدينة غزة، فلسطين. أُسس عام 2008 على يد رجل الأعمال وجامع الآثار الفلسطيني جودت الخضري، ويُعتبر أول متحف أثري خاص في القطاع، حيث يضم مجموعة متنوعة من القطع الأثرية التي تعود إلى فترات تاريخية متعددة، من العصر البرونزي حتى العهد العثماني. يعد المتحف المشروع الوحيد في قطاع غزة والذي جمع بين فكرتين مختلفتين بحيث لا يتوقف مهمته على إيجاد مكان ترفيهي للمواطنين.... بل امتد أكثر من ذلك ليكون مركزا ثقافيا ومتحفا يحفظ تاريخ غزة
ففي شمال قطاع غزة وعلى شاطئه الذي عانى مدة الإهمال وعدم الاهتمام جاء مشروع المتحف ليكون صرحا معماريا لايقتصر تميزه بجمال الشكل الخارجي فحسب، بل امتد أكثر من ذلك بتجسيده للتاريخ والهوية والتي سيطرت على المرافق الداخلية للمشروع وما يحتويه من قوة التصميم والإبداع بلمسات تقليدية تعبر عن الماضي والعراقة.
مجموعة الآثار
تضم العديد من القطع الأثرية النادرة من مختلف العصور، التي تشهد على عظمة الماضي، قطع أثرية تكشف للمرة الأولى وتحتوي على مصنوعات وأدوات يدوية، أعمدة، عملات، وفخاريات يعود تاريخها إلى العصور البيزنطية والرومانية والإسلامية، يبدأ «المتحف» بعرض قطع أثرية من العصر البرونزي (3500 عام قبل الميلاد) حتى عهد الإدارة المصرية لقطاع غزة.
في حضرة التاريخ والأضواء الخافتة تعرض الوسائل التوضيحية توثيق كل مجموعة بعدة لغات لتخدم زوار «المتحف» من الأطفال والعائلات والباحثين والمتخصصين وضيوف غزة من جميع أنحاء العالم.
وضمن الاستعداد لاستقبال الزائرين فقد استكمل المتحف المرحلة الأولى من التنفيذ على مساحة تقارب 4500 متر والتي اشتملت على إقامة صالة المتحف والتي تضم العديد من القطع الأثرية والنادرة من مختلف العصور، هذا بالإضافة للتصميم الفريد للمكان والأسقف والمنفذ من ألواح الخشب والنحاس وعناصر الإضاءة المصنوعة يدويا، كما استخدمت الألواح الخشبية والتي تخص خط السكة الحديدية الذي كان يربط غزة بمصر قديما في الواجة البحرية للمشروع والتي تطل على تراس تزيد مساحته عن 2200 متر مربع ليكون كفراغ انتقالي يربط الصالة بالجلسات الخارجية والتي اضفت عليه البراجيل الخشبية لمسة تقليدية مميزة.
ويحتوي المتحف أيضا على مساحة للجلسات الخارجية تزيد عن 2000 متر مربع تتخللها المناطق الخضراء والنباتات المختلفة وأشجار النخيل والأعمدة التاريخية القديمة لتضفي على المكان طابعا مميزا بالإضافة للعناصر المائية التي تضفي حيوية من خلال وجود الشلالات والنوافير والممرات والقنوات المائية على طول المشروع.
هذا بالإضافة لتخصيص مساحة خاصة لالعاب الأطفال والتي تتميز بتوفير كافة نواحي الراحة والأمان، وبذلك وبعد اكتمال المتحف وظهوره على هذه الصورة الفريدة يمكن القول ان كل زائر لن تقتصر زيارته للتمتع بالآثار والمناظر الجميلة بل سيتعايش مع روح المكان التي ستترك بصمة واضحة ومميزة في نفوسه.
الصفحة الإلكترونية: المتحف
الموقع الإلكتروني للمتحف من تطوير شركة صدف للتطوير التكنولوجي الصفحة الإلكترونية

## التاريخ والتأسيس
بدأت فكرة إنشاء المتحف مع جودت الخضري، الذي عمل في مجال البناء، حيث كان يوجه عماله للاحتفاظ بأي قطع أثرية يعثرون عليها أثناء الحفر. كما كان يدفع للصيادين الذين يجلبون له قطعًا ذات أهمية أثرية. في عام 2008، افتتح الخضري المتحف كجزء من فندق يحمل الاسم نفسه، ليكون مركزًا ثقافيًا يعرض تاريخ غزة العريق.

## المتحف
وفقًا لمالك المتحف، جودت ن. الخضري، فإن «فكرة المتحف هي إظهار جذورنا العميقة من ثقافات عديدة في غزة... من المهم أن يدرك الناس أننا كنا نتمتع بحضارة جيدة في الماضي. إسرائيل تستمد شرعيتها من تاريخها. ونحن كذلك.»
الخضري مرتبط بعيدًا بالصحفية هند الخضري.
يدّعي المتحف امتلاك مجموعة من 350 قطعة أثرية، تعود أقدمها إلى العصر البرونزي (3500 قبل الميلاد).[بحاجة لمصدر] وتشمل الأدوات، الأعمدة، الزخارف، النقود، الزجاج، والفخار الفلسطيني من العصور الرومانية والبيزنطية، مروراً بالفترة الإسلامية وفترات الحروب الصليبية، وحتى العصر الحديث أثناء الإدارة المصرية لقطاع غزة والتي انتهت عام 1967.[بحاجة لمصدر] تحتوي كل عرضية على شروحات بلغات متعددة، موجهة للمتخصصين وغير المتخصصين على حد سواء، على الرغم من أن أيًا من القطع الأثرية المعروضة على الموقع الرسمي للمتحف لا يُعرف أو يُؤرخ.
لا يوجد في غزة قانون يُلزم بإجراء الإنقاذ الأثري عند عثور فرق البناء على قطع أثرية. وبصفته مالكًا لشركة بناء، يوجه الخضري عماله للاحتفاظ بأي شيء يعثرون عليه أثناء الحفر ليقوم بالبحث عن الكنوز لمتحفه. كما يدفع للصيادين الذين يجلبون له أشياء ذات أهمية أثرية.
وصفت صحيفة نيويورك تايمز مبنى المتحف، الذي بُني جزئيًا من أحجار قديمة مستخرجة من بيوت، وعوارض سكك حديد قديمة، وأعمدة رخامية اكتشفها صيادون وعمال بناء من غزة، بأنه «مذهل».
وقد تلقى المتحف دعمًا علميًا وتقنيًا من إدارة المتاحف في مدينة جنيف.
نظراً لـ«حكم حماس والتدين المحافظ للسكان»، قرر الخضري عدم عرض بعض القطع التي يمتلكها، مثل تمثال أفروديت الذي اعتبر أن فستانه كاشف للغاية، وصور لآلهة قديمة أخرى، ومصابيح زيتية مزينة بـالمنورة.

## التصميم المعماري
تم بناء المتحف باستخدام مواد معاد تدويرها، مثل الأحجار المستخرجة من بيوت قديمة، وعوارض سكك حديدية قديمة، وأعمدة رخامية اكتشفها صيادون وعمال بناء من غزة. وصفته صحيفة نيويورك تايمز بأنه "مذهل" من حيث التصميم. تلقى المتحف دعمًا علميًا وتقنيًا من إدارة المتاحف في مدينة جنيف، مما ساهم في تطويره وتعزيز مكانته كمركز ثقافي هام في غزة.

## الأضرار الناجمة عن الصراع
في يناير 2009، ظهرت تقارير تفصيلية عن أضرار لحقت بمتحف المتحف في غزة عقب غارات جوية وبرية إسرائيلية استمرت 22 يومًا خلال عملية الرصاص المصبوب. وقد بدأت هذه العملية في أواخر ديسمبر 2008 واستهدفت مواقع حماس في أنحاء غزة.
تحدث جودت الخضري إلى الصحفيين عند عودته إلى المتحف في فبراير 2009، بعد انسحاب القوات البرية الإسرائيلية ودخول وقف إطلاق نار مؤقت حيز التنفيذ.
كشفت التقارير عن أضرار جسيمة، بما في ذلك تدمير صناديق عرض تحتوي على قطع أثرية تعود إلى الفترات الهلنستية والرومانية والبيزنطية. كما تضررت قطعة من حامل مصباح زيتي إسلامي تعود لفترة المماليك (1244–1517 م). تعرض المبنى نفسه لأضرار هيكلية، بما في ذلك سقوط بلاط السقف وآثار طلقات نارية وقذائف دبابات على الجدران.
خلال الحملة الإسرائيلية في نوفمبر 2012، أُغلق المتحف والفندق الملحق به حتى عودة الهدوء.
ظل وضع متحف المتحف وغرف الفندق الـ36 الملاصقة له غير واضح بعد اندلاع الحرب بين إسرائيل وحماس في 7 أكتوبر 2023. وقد أفادت أولى التقارير عن أضرار بالقصف في 3 نوفمبر 2023.
في 4 فبراير 2024، نشر جودت الخضري مقطع فيديو عبر حسابه على إنستغرام يُظهر الدمار الشديد في الفندق والمتحف، تم تصويره في أوائل فبراير بعد انسحاب القوات الإسرائيلية من المنطقة. يظهر الفيديو الدمار الهيكلي الكبير في الفندق، حيث تحولت المساحات الداخلية إلى أنقاض، مع وجود مجموعات من الكراسي موضوعة فوق الركام. كما تعرضت حدائق الصبار المرتبة سابقًا حول المتحف لأضرار جسيمة.

## المعارض الخارجية
في نهاية عام 2006، نقل الخضري نحو 260 قطعة من مجموعته إلى جنيف، للمشاركة في جولة متحفية خارج فلسطين. هذه الخطوة ساهمت في الحفاظ على جزء من التراث الثقافي لغزة، خاصة في ظل الأوضاع الأمنية المتقلبة في القطاع.